# Apicia allutiusaria
Apicia allutiusaria är en fjärilsart som beskrevs av Walker 1860. Apicia allutiusaria ingår i släktet Apicia och familjen mätare. Inga underarter finns listade i Catalogue of Life.